# Raffaele Savigni
Raffaele Savigni (Budrio, 26 maggio 1953) è un medievista italiano.

## Biografia
Laureato in Lettere moderne e in Storia (indirizzo medievale) presso l'Università di Bologna, ha conseguito il titolo di dottore di ricerca in Storia medievale presso l'Università di Firenze. Ricercatore di storia del cristianesimo dal 1995, quindi professore associato di storia medievale presso l'Università di Bologna dal 2001, è ordinario di Storia del Cristianesimo e delle chiese dal 2017; ha insegnato paleografia latina dall'anno accademico 1998-99 al 2003-2004; dal 30 gennaio 2020 è ordinario di Storia medievale.
La sua ricerca ha approfondito taluni aspetti relativi all'ecclesiologia medievale, soprattutto relativamente all'epoca carolingia, durante la quale sorgono alcune posizioni ideologiche dei secoli successivi. Basandosi su tali conoscenze, si è quindi occupato di determinate realtà cittadine medioevali – specialmente Lucca, Rimini e Ravenna – approfondendone gli aspetti storico-religiosi. La sua prima monografia, Giona d'Orléans: una ecclesiologia carolingia (1989), ha portato avanti gli studi intrapresi da Ovidio Capitani per sottolineare, secondo Nicolangelo D'Acunto, l'esigenza «di cercare nell'età carolingia – e in particolare nella "cultura" di quel periodo – le radici di molte posizioni di pensiero "rivoluzionarie" del secolo XI, che, se considerate in superficie, potrebbero sembrare nate dal nulla».
La sua seconda monografia, Episcopato e società cittadina a Lucca da Anselmo II (+ 1086) a Roberto (+ 1225) (1996), ha contribuito ad approfondire la storia di Lucca e, in particolare, l'episodio dello Scisma cittadino contribuendo, secondo il medievista Alberto M. Onori, ad aggiungere alla storiografia del medioevo lucchese «un inquadramento di insieme [...] relativo ai secoli cruciali in cui nacque e si sviluppò il Comune».
Nel 2022 il Centro Italiano di Studi sull'Alto Medioevo ha pubblicato il suo volume Lucca, una monografia storiografica che ripercorre le vicende della città toscana dall'età longobarda alla crisi del XIV secolo.
È presidente del MEIC (Movimento Ecclesiale di Impegno Culturale).

## Opere (parziale)
- Giona di Orléans: una ecclesiologia carolingia, Bologna, Patron Editore, 1989, ISBN 9788855520881.
- Episcopato e società cittadina a Lucca da Anselmo II († 1086) a Roberto († 1225), Lucca, Edizioni S. Marco, 1996.
- La signoria vescovile lucchese tra XI e XII secolo: consolidamento patrimoniale e primi rapporti con la classe dirigente cittadina., in Aevum, maggio-agosto 1993, Anno 67, Fasc. 2 (maggio-agosto 1993), pp. 333-367, Vita e Pensiero – Pubblicazioni dell’Università Cattolica del Sacro Cuore.
- Storia della Chiesa riminese – Dalle origini all'anno mille, vol. 1, Villa Verucchio (Rimini), Pazzini, Guaraldi, 2011, ISBN 9788862570930.
- Lucca e Matilde di Canossa tra storia e mito, Lucca, Maria Pacini Fazzi editore, 2016, ISBN 9788865505441.
- Lucca, Spoleto, Centro italiano di studi sull'alto medioevo, 2022, ISBN 9788868093457.
- Le relazioni politico-ecclesiastiche tra la città e l'episcopato lucchese e la Garfagnana nell'età comunale (XII-XIII secolo) (PDF), in La Garfagnana dall'epoca comunale all'avvento degli Estensi (Atti del Convegno, Castelnuovo Garfagnana), 13-14 settembre 1997.